# Commissione (Cosa nostra statunitense)

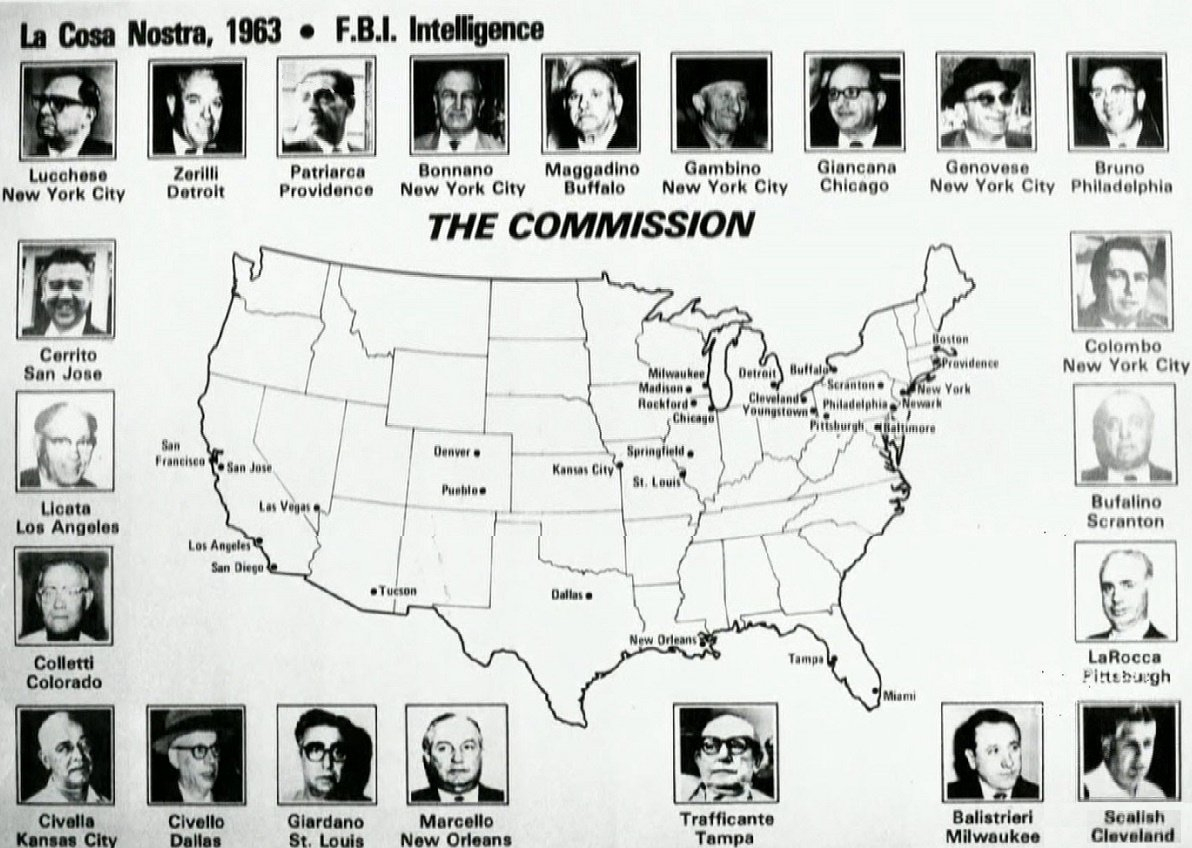
I boss della Commissione di Cosa nostra americana operanti nel 1963 in un grafico elaborato dalla Commissione McClellan in collaborazione con l'FBI sulla base delle indicazioni di Joe Valachi.

La Commissione è un organo di Cosa nostra statunitense, omologo della commissione di Cosa nostra italiana. 

## Storia
Nel 1931, alla fine della Guerra castellammarese, Salvatore Maranzano divise la rete della criminalità organizzata in 24 famiglie, ognuna delle quali eleggeva il proprio boss. Sotto il boss ci sarebbe stato un sotto capo (o consigliere), poi i caporegime, o luogotenenti, e sotto di loro i soldati.
La città di New York fu divisa in cinque famiglie:
- Maranzano (ora Bonanno)
- Luciano (ora Genovese)
- Mangano (ora Gambino)
- Gagliano (ora Lucchese)
- Profaci (ora Colombo).

A capo di tutto ci sarebbe stato "Il capo dei capi", o boss dei boss, e Maranzano si nominò in questa carica.. Nel corso del XX secolo la Commissione ha subito vari cambiamenti e quando la Commissione fu scoperta dall'FBI, nel 1963, grazie alle dichiarazioni di Joe Valachi, vi prendevano parte i boss delle 5 famiglie di New York, i boss di Chicago, Buffalo, Cleveland, Pittsburgh, Filadelfia, Providence, New Orleans, Saint Louis, Detroit, Dallas, Kansas City, della Florida, del Colorado, e della California, Los Angeles e San Diego.
Nel 1986 il Procuratore Federale Rudolph Giuliani riuscì a portare a processo quattro dei sei boss che sedevano in Commissione, Anthony Salerno (famiglia Genovese), Anthony Corallo (famiglia Lucchese), Carmine Persico (famiglia Colombo) e Philip Rastelli (famiglia Bonanno), i quali ricevettero una sentenza da cento anni di carcere a testa.
Attualmente si stima che ne facciano parte ancora i boss delle Cinque famiglie di New York e il boss di Chicago, anche se comunque preferiscono partecipare a riunioni con due o tre boss al massimo.

## Attuali membri della commissione
- Famiglia Bonanno - ???
- Famiglia Colombo - ???
- Famiglia Gambino - ???
- Famiglia Genovese (rappresenta anche le famiglie di Buffalo, Philadelphia, Detroit, Pittsburgh, Patriarca e la DeCavalcante) - Liborio Bellomo
- Famiglia Lucchese - ???
- Chicago Outfit (rappresentante anche delle famiglie di Kansas City, Tampa, Los Angeles, Milwaukee)  - ???

## Cultura di massa
Nel film e nei romanzi de Il padrino, la Commissione è composta inizialmente da:
- Famiglia Corleone - Lower Manhattan, Brooklyn, Bronx (NYC)
- Famiglia Barrese/Barzini - Midtown Manhattan, Brooklyn, Queens, Staten Island (NYC)
- Famiglia Tattaglia - Brooklyn, Queens (NYC)
- Famiglia Cuneo - Bronx (NYC), Buffalo
- Famiglia Stracci - New Jersey
- Chicago Outfit - Chicago, Las Vegas
- Famiglia Zerilli - Detroit
- Famiglia Greco - Filadelfia
- Famiglia Tramonti - New Orleans
- Famiglia Falcone - Los Angeles
- Famiglia Molinari - San Francisco
- Famiglia Forlenza - Cleveland
- Famiglia Drago - Florida